# パルミトイルヘキサペプチド-12
パルミトイルヘキサペプチド-12(INCI:Palmitoyl Hexapeptide-12)は、整肌成分となるペプチド。配列は、Pal-Val-Gly-Val-Ala-Pro-Gly。成分はダーマキシル(Dermaxyl)の商品名で知られる。小規模な二重盲検試験では皮膚の弾力性や色調を改善した。

## 作用機序
炎症を促進し皮膚のシワを発生させ、弾力性を損なわせるインターロイキン-6 (IL-6) の産生を減少させることで、皮膚マトリックスの分解を遅くするととされる。

## 有効性
10名の女性が参加した小規模な二重盲検試験で、4-5%の濃度で使用し1-2か月後、偽薬に比較して肌の弾力性や色調、柔らかさなどを改善した。

## 安全性
米国パーソナルケア製品評議会の専門委員会による2018年の安全性レビューでは、調査で判明した最高濃度は0.002%であり、スプレー式の商品で吸入されても肺に侵入しないため現在使用されている濃度では安全であるとした。